# Religion aztèque
La religion aztèque est une religion polythéiste du centre du Mexique précolombien. Elle constitue une caractéristique fondamentale de la société aztèque parce que ses rites et croyances imprégnaient la vie quotidienne des Aztèques, leur hiérarchie sociale, leurs relations aux autres peuples mésoaméricains, jusqu'à motiver certains conflits armés réguliers, et aussi parce que cette religion a constitué un sujet particulièrement important des premiers témoignages, chroniques et études écrits par les Espagnols sur cette civilisation, notamment en raison de son recours aux sacrifices humains. Elle reste un vaste champ des recherches mésoaméricanistes.
C'est une religion astrale dans laquelle le mythe solaire et son culte sont fondamentaux. C'est également une religion fonctionnaliste : les dieux sont affectés à des tâches précises d'assistance aux hommes et à la conservation du monde. Son polythéisme se caractérise par un panthéon illimité qui intégrait les dieux d'autres religions, et en particulier ceux des peuples vaincus. Il existait toutefois un culte dominant, celui du dieu tribal aztèque, Huitzilopochtli : les Aztèques se considéraient en effet comme le peuple élu de cette divinité solaire, et se croyaient chargés d'en assurer la course en l'alimentant. Ce sentiment avait été renforcé par la réforme sociale et religieuse de Tlacaelel sous le règne des empereurs Itzcoatl, Moctezuma Ier et Axayacatl au milieu du XVe siècle.
Au sein du Templo Mayor, la principale enceinte sacrée aztèque, à Mexico-Tenochtitlan, la capitale de l'Empire aztèque, un temple était dédié à chacune des principales divinités : Huitzilopochtli et Tlaloc au sommet de la grande pyramide, Quetzalcóatl et Tezcatlipoca dans d'autres édifices.

## Mythologie

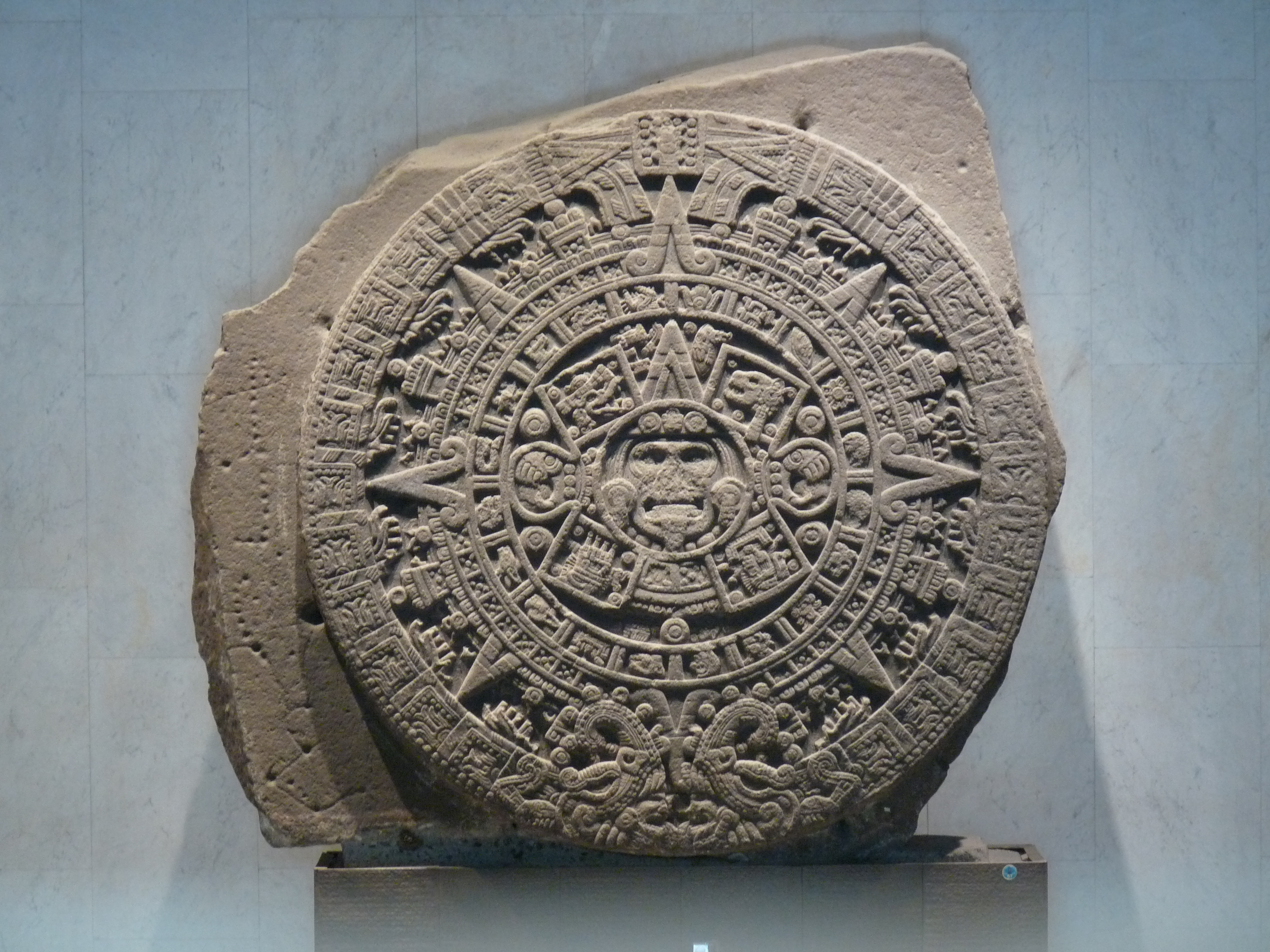
Le monolithe appelé Pierre du Soleil ou Calendrier aztèque est une synthèse de la cosmogonie aztèque (salle mexica du Musée national d'anthropologie de Mexico).

Les dieux aztèques sont souvent empruntés à d'autres cultures : par exemple le dieu de la fertilité, Xipe Totec, était vénéré par les Yopi. Tezcatlipoca et Quetzalcoatl étaient déjà l'objet d'un culte par des civilisations plus anciennes de Mésoamérique et furent adorés par différentes cultures sous différents noms. Il existait des temples particuliers pour les dieux étrangers non assimilables dans le panthéon aztèque : à Tenochtitlan il s'appelait Coacalco, la maison du serpent.

## Clergé
Les prêtres, qui exerçaient l'autorité lors des migrations des Aztèques nomades, voient celle-ci s'amenuiser au profit de l'aristocratie guerrière ; ils restent cependant dispensés d'impôts. De plus, leur nombre a tendance à s'accroître dans les dernières années de l'empire. À la tête du clergé l'on trouve les prêtres de Huitzilopochtli, dieu tribal des Aztèques, et de Tlaloc, dieu de la pluie.

### Hiérarchie sacerdotale et lieux de cultes
Dans la langue nahuatl, le mot tlamacazqui désigne les prêtres, dont la fonction principale était d'honorer les dieux par des offrandes, des sacrifices et des cérémonies.
Le tlatoani de Tenochtitlan dirigeait le culte de Huitzilopochtli et contrôlait donc la religion d'État. Il devait accomplir des rites tout au long de sa vie. Le principal centre cultuel de la capitale était le Templo Mayor, une double pyramide, chacune coiffée d'un temple à son sommet. Coatepetl était dédié à Huitzilopochtli et l'autre à Tlaloc. Un grand prêtre était responsable de chacun des deux temples : celui de Huitzilopochtli était appelé Quetzalcoatl Totec Tlamacazqui et celui de Tlaloc Quetzalcoatl Tlaloc Tlamacazqui. Les autres temples importants se trouvaient dans chacune des quatre divisions de la capitale aztèque : par exemple le temple appelé Yopico était situé dans le Moyotlan et était dédié à Xipe Totec. Tous les calpullis possédait un lieu de culte voué au dieu protecteur. Les prêtres d'origine nobles étaient formés dans une école appelée Calmecac (sorte de collège religieux), les autres dans les Telpochcalli.

## Rite
La religion faisait partie de la vie quotidienne des Aztèques. Elle était contrôlée par le tlatoani et par le clergé de Tenochtitlan. C'est là qu'étaient organisés des festivités mensuelles et des rituels destinés à protéger la dynastie et la stabilité du monde. Mais chaque groupe social vénérait sa propre divinité : ainsi les pochteca (marchands) célébraient une divinité spécifique au cours d'une fête appelée Tlaxochimaco, au cours de laquelle des esclaves étaient sacrifiés. Une autre fête appelée Ochpaniztli, tous les participants prenaient des bains rituels. La cérémonie la plus impressionnante était celle du Feu Nouveau qui avait lieu tous les 52 ans : tous les sujets de l'Empire aztèque recevaient le feu nouveau du Mont Huixachtlan, allumé sur une personne offerte en sacrifice par le haut clergé. Les tonalamatl étaient des livres qui fixaient le destin des Aztèques et les dieux auxquels ils appartenaient.

### Sacrifices

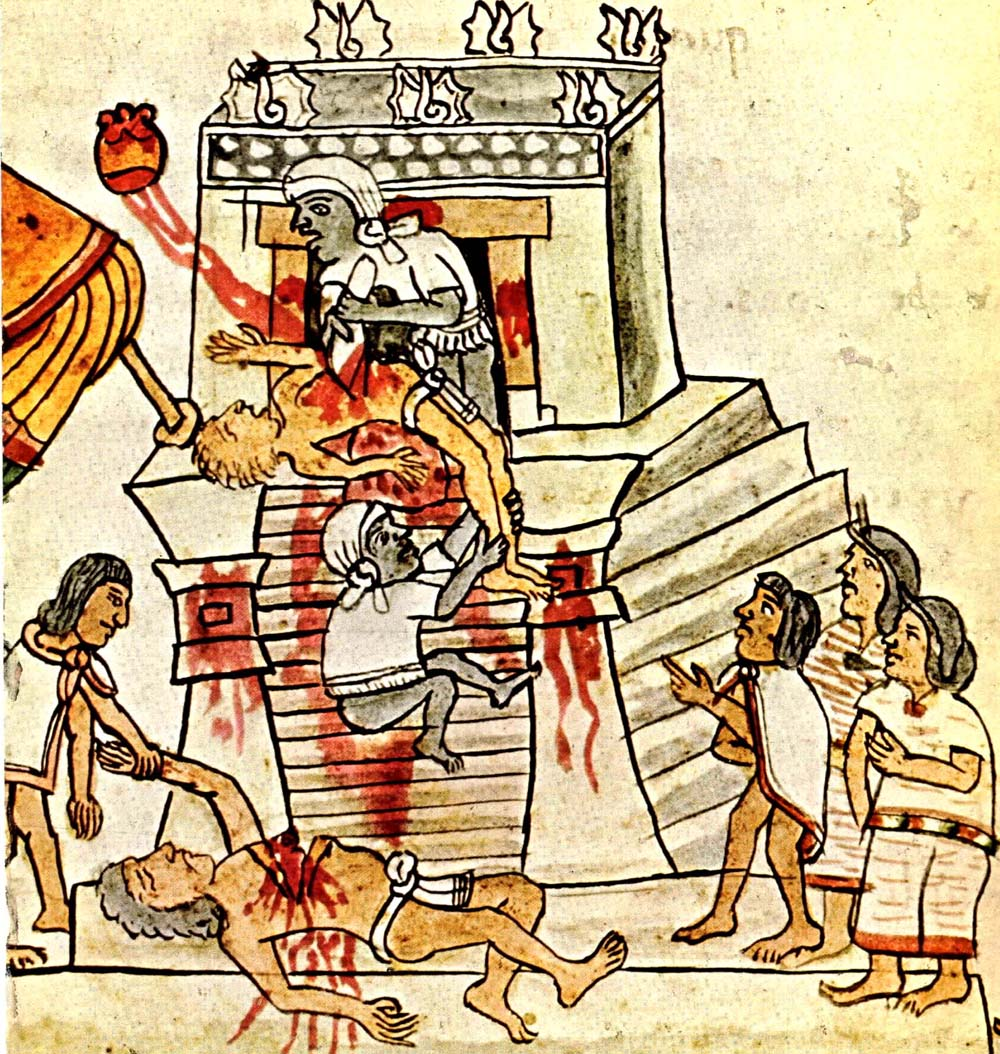
Sacrifice aztèque (Codex Magliabechiano).

Ce sang est essentiellement fourni par des esclaves et des prisonniers de guerre, parfois en grande quantité comme pour l'avènement d'Ahuitzotl où sans doute plusieurs milliers de prisonniers sont sacrifiés. Cela explique en partie les guerres perpétuelles des souverains successifs. De nombreux Aztèques sont aussi volontaires car, selon leur croyance, la vie qui les attend dans l'autre monde dépend non de leurs actions sur terre mais de leur décès et les deux morts les plus glorieuses sont le sacrifice ou la mort au combat.
Les formes de sacrifices étaient variées — pendaisons, crémation — mais la méthode la plus documentée est la cardiectomie : l'arrachement du cœur sur une victime encore vivante sur la pierre du sacrifice (techcatl).
Lors des cérémonies sacrificielles, une représentation du dieu (sculpture, élément naturel, animal) auquel le rituel était dédié recevait en offrande une partie du corps du sacrifié (son cœur ou son sang le plus souvent).

### Rites de naissance
La religion et les superstitions imprégnaient tous les aspects de la vie quotidienne des Aztèques : dans les quatre jours qui suivaient sa naissance, l'enfant recevait son nom par un prêtre. Il subissait un lavage rituel et la cérémonie était achevée par un banquet.

### Rites de mariage
La cérémonie du mariage, organisée chez l'homme, donnait lieu à des rites comme le partage d'un plat commun par les époux. Après quatre jours de prières, le mariage pouvait être consommé sexuellement. La polygamie était une pratique courante, surtout parmi les classes sociales élevées. Certains seigneurs, ainsi que l'empereur, avait une épouse principale et plusieurs épouses secondaires. Une sage-femme s'occupait de la femme enceinte et veillait à ce que certains tabous soient respectés comme celui de ne pas regarder d'objet rouge. Le divorce était autorisé et le remariage possible.

### Rites funéraires
À l'approche de la mort, le vieillard pouvait confesser ses fautes à un prêtre et devait faire pénitence (scarifications, jeûne, offrandes aux dieux). La plupart des morts était incinérés : les femmes mortes en couches, les noyés et les foudroyés étaient enterrés. Au cours de la crémation, on brûlait de la nourriture ou un chien, car Xolotl, dieu à tête de chien avait triomphé des enfers. La famille du défunt devait encore brûler des offrandes 80 jours après le décès. Le corps de l'empereur était incinéré avec un masque de pierre ou de turquoise ; ses cendres étaient placées dans une jarre avec un morceau de jade, symbole de vie. Puis la jarre était entreposée dans le temple de Huitzilopchtli.
Selon les croyances aztèques, les guerriers morts au combat ou sacrifiés se rendaient au ciel oriental près du Soleil puis revenaient sous forme de colibri au bout de quatre ans. Mais les gens du commun n'échappaient pas au Mictlan et disparaissaient après un voyage difficile de quatre ans.